# Мул голубий
Мул голубий (мул блакитний), (рос. ил голубой, англ. blue mud, blue ooze, нім. dunkler Schlick m) – різновид глибоководних мулів, який складається переважно з тонкого алевритового і глинистого матеріалу, що надходить з суходолу. При окисненні червоніє.